# 目時駅
目時駅（めときえき）は、青森県三戸郡三戸町大字目時字村中にある、青い森鉄道・IGRいわて銀河鉄道の駅である。青森県で最南端の駅。

## 概要
青い森鉄道の青い森鉄道線と、IGRいわて銀河鉄道のいわて銀河鉄道線が乗り入れている。会社境界駅であり、当駅から八戸・青森方面が青い森鉄道線、盛岡方面がいわて銀河鉄道線となっている。当駅は両社の共同使用駅で、青い森鉄道の管轄駅である。IGRいわて銀河鉄道で唯一、青森県に所在する駅である（ただし、IGRいわて銀河鉄道の管轄駅はすべて岩手県に所在）。当駅のすぐ南を流れる馬淵川が岩手県・青森県の両県境である。鉄道資産上では県境付近が両社の境界だが、営業上では当駅が境界で、運賃体系も変わる。
元々は両路線とも東日本旅客鉄道（JR東日本）の東北本線であったが、2002年12月1日の東北新幹線盛岡駅 - 八戸駅間延伸開業に伴う並行在来線の経営分離により、当駅を境に八戸方は青い森鉄道（施設保有は青森県）、盛岡方はIGRいわて銀河鉄道へ承継され、駅施設も青い森鉄道へ移管された。
そのような経緯から、青い森鉄道線の八戸駅以南といわて銀河鉄道線は現在も一体運用されており、当駅に乗り入れる全列車が相互直通運転を行う。そのため、当駅を始発・終着とする列車はない（ただし、両隣の三戸駅（青い森鉄道）と金田一温泉駅（IGR）を始発・終着とする両線内列車は存在する）。ワンマン列車の場合、当駅到着時に「目時から先は、青い森鉄道（またはIGRいわて銀河鉄道）になります」と会社線変更の案内が行われる。なお、当駅での乗務員交代は行われず、青い森鉄道またはIGRいわて銀河鉄道の乗務員が通しで乗務する。

## 歴史
- 1924年（大正13年）12月20日：国有鉄道の目時信号場として開設[2]。
- 1948年（昭和23年）10月1日：旅客・貨物扱い開始[1]。駅に昇格[1]。
- 1962年（昭和37年）4月1日：貨物扱い廃止[3]。
- 1967年（昭和42年）12月14日：金田一 - 目時間複線化に際して路線変更が行われ、合わせて当駅も移転。
- 1970年（昭和45年）10月1日：荷物扱い廃止[2]。
- 1987年（昭和62年）4月1日：国鉄分割民営化に伴い、東日本旅客鉄道（JR東日本）の駅となる[2]。
- 2002年（平成14年）12月1日：東北新幹線八戸延長に伴い、JR東日本より分離されたIGRいわて銀河鉄道・青い森鉄道の駅となる[4]。
- 2017年（平成29年）2月28日：自動券売機の営業を終了[5]。
- 2021年（令和3年）3月31日：待合室のストーブの設置・稼働が終了[6]。

## 駅構造
築堤上に相対式ホーム2面2線のホームを持つ。駅舎へは上下線とも階段を下りる。なお、上り線ホームには屋根付きの待合室があるが、下り線ホームには、階段を昇ったところにいすが4席分あるのみである。
八戸駅管理の無人駅。かつては有人駅だったので、駅舎が大きい。
トイレは駅舎にあるが、入り口が別となっている。

### のりば
| 番線 | 路線              | 方向 | 行先     |
| ---- | ----------------- | ---- | -------- |
| 1    | ■青い森鉄道線     | 下り | 青森方面 |
| 2    | ■いわて銀河鉄道線 | 上り | 盛岡方面 |

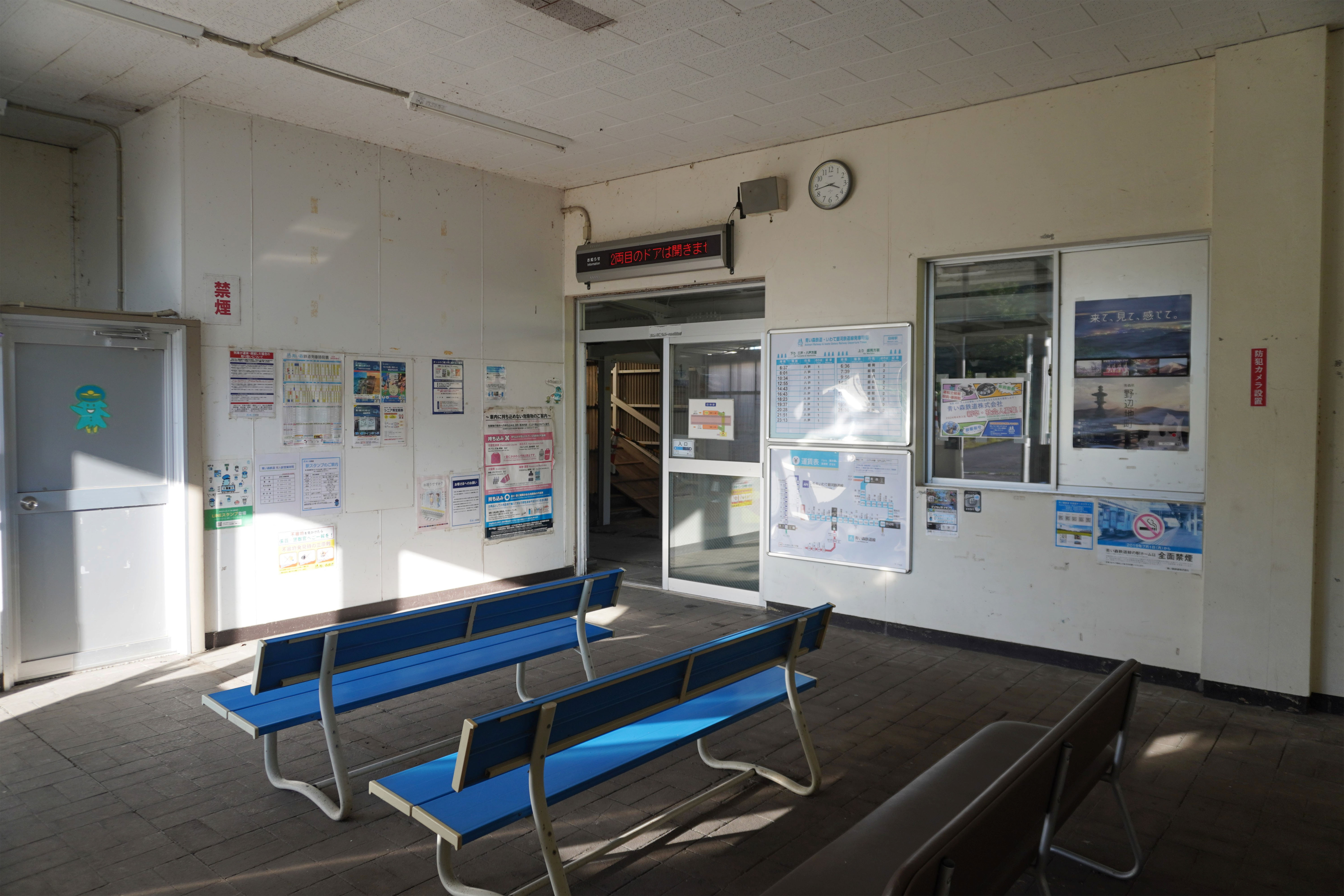
駅舎内（2023年9月）
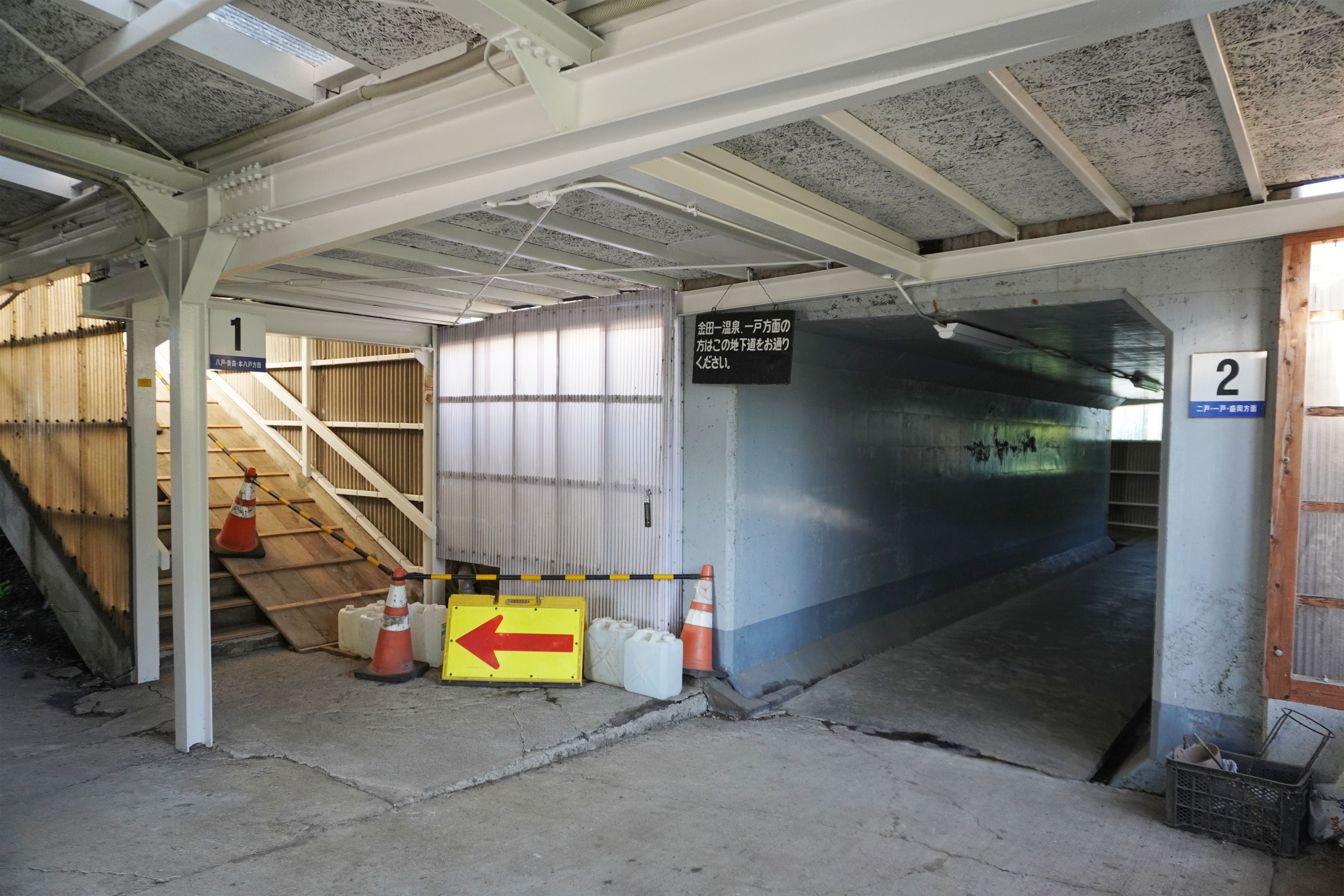
ホーム連絡通路（2023年9月）
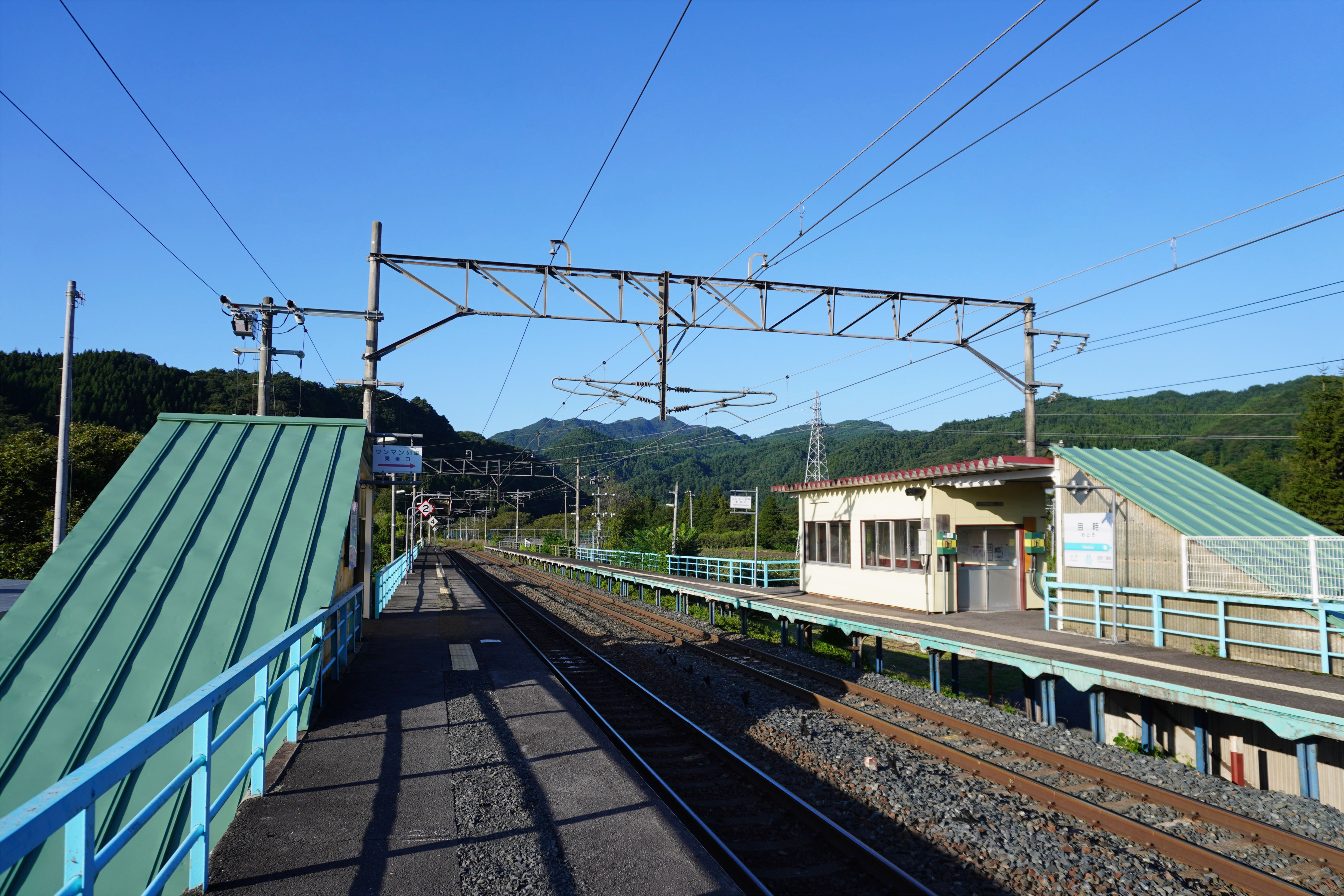
ホーム（2023年9月）

## 利用状況
IGRいわて銀河鉄道によると、2024年度（令和6年度）の1日平均乗降人員は374人である（JR線、青い森鉄道線直通分を含む）。
2002年度（平成14年度）以降の推移は以下のとおりである。
| 1日平均乗降人員推移 | 1日平均乗降人員推移 | 1日平均乗降人員推移 | 1日平均乗降人員推移 | 1日平均乗降人員推移 | 1日平均乗降人員推移 | 1日平均乗降人員推移 | 1日平均乗降人員推移 |
| 年度                | 定期                | 定期                | 定期                | 定期外              | 合計                | 備考                | 出典                |
| 年度                | 通勤                | 通学                | 合計                | 定期外              | 合計                | 備考                | 出典                |
| ------------------- | ------------------- | ------------------- | ------------------- | ------------------- | ------------------- | ------------------- | ------------------- |
| 2002年（平成14年）  | 49                  | 89                  | 138                 | 678                 | 816                 | [ 注 1 ]            | [ IGR 2 ]           |
| 2003年（平成15年）  | 45                  | 117                 | 162                 | 891                 | 1,053               | [ 注 1 ]            | [ IGR 3 ]           |
| 2004年（平成16年）  | 41                  | 100                 | 141                 | 918                 | 1,059               | [ 注 1 ]            | [ IGR 4 ]           |
| 2005年（平成17年）  | 40                  | 96                  | 136                 | 898                 | 1,034               | [ 注 2 ]            | [ IGR 5 ]           |
| 2006年（平成18年）  | 56                  | 92                  | 148                 | 891                 | 1,039               | [ 注 3 ]            | [ IGR 6 ]           |
| 2007年（平成19年）  | 55                  | 99                  | 154                 | 897                 | 1,051               | [ 注 4 ]            | [ IGR 7 ]           |
| 2008年（平成20年）  | 40                  | 91                  | 131                 | 711                 | 842                 | [ 注 5 ]            | [ IGR 8 ]           |
| 2009年（平成21年）  | 38                  | 79                  | 117                 | 655                 | 772                 | [ 注 6 ]            | [ IGR 9 ]           |
| 2010年（平成22年）  | 35                  | 85                  | 120                 | 602                 | 722                 | [ 注 7 ]            | [ IGR 10 ]          |
| 2011年（平成23年）  | 56                  | 92                  | 148                 | 568                 | 716                 | [ 注 8 ]            | [ IGR 11 ]          |
| 2012年（平成24年）  | 64                  | 132                 | 196                 | 605                 | 801                 | [ 注 9 ]            | [ IGR 12 ]          |
| 2013年（平成25年）  | 67                  | 175                 | 242                 | 556                 | 798                 | [ 注 9 ]            | [ IGR 13 ]          |
| 2014年（平成26年）  | 67                  | 174                 | 241                 | 589                 | 830                 | [ 注 9 ]            | [ IGR 14 ]          |
| 2015年（平成27年）  | 72                  | 150                 | 222                 | 401                 | 623                 | [ 注 9 ]            | [ IGR 15 ]          |
| 2016年（平成28年）  | 78                  | 153                 | 231                 | 224                 | 455                 | [ 注 9 ]            | [ IGR 16 ]          |
| 2017年（平成29年）  | 70                  | 125                 | 195                 | 244                 | 439                 | [ 注 9 ]            | [ IGR 17 ]          |
| 2018年（平成30年）  | 75                  | 107                 | 182                 | 241                 | 423                 | [ 注 9 ]            | [ IGR 18 ]          |
| 2019年（令和元年）  | 92                  | 134                 | 226                 | 241                 | 467                 | [ 注 9 ]            | [ IGR 19 ]          |
| 2020年（令和02年）  | 74                  | 175                 | 249                 | 116                 | 365                 | [ 注 9 ]            | [ IGR 20 ]          |
| 2021年（令和03年）  | 80                  | 148                 | 228                 | 125                 | 353                 | [ 注 9 ]            | [ IGR 21 ]          |
| 2022年（令和04年）  | 81                  | 112                 | 194                 | 193                 | 387                 | [ 注 9 ]            | [ IGR 22 ]          |
| 2023年（令和05年）  | 73                  | 105                 | 179                 | 212                 | 390                 | [ 注 9 ]            | [ IGR 23 ]          |
| 2024年（令和06年）  | 66                  | 90                  | 156                 | 218                 | 374                 | [ 注 9 ]            | [ IGR 1 ]           |

## 駅周辺
三戸町唯一の鉄道駅であるが、町の中心へは南部町にある隣の三戸駅の方が近い。
- 青森県道149号目時停車場線
- 馬淵川
  -  青岩（）大橋（国道4号青岩バイパス、青森・岩手両県境に架かる県境またぎ橋）
- 三八五オートスクール三戸校
- 目時簡易郵便局

## 隣の駅
IGRいわて銀河鉄道・青い森鉄道
■いわて銀河鉄道線・■青い森鉄道線
金田一温泉駅（IGR） - 目時駅 - 三戸駅（青い森）

### 記事本文